# Nachrichtenblatt des Deutschen Pflanzenschutzdienstes
Das Nachrichtenblatt des Deutschen Pflanzenschutzdienstes war eine international anerkannte und zitierte Zeitschrift mit wissenschaftlichen Originalbeiträgen und Berichten über Pflanzenschutz und benachbarte Disziplinen, jedoch mit primär phytomedizinischer Ausrichtung. Es wurde herausgegeben von der Biologischen Bundesanstalt für Land- und Forstwirtschaft in Braunschweig unter Mitwirkung der Pflanzenschutzämter der Länder und von 1949 (Ausgabe 1) bis 2008 (Ausgabe 60) beim Eugen Ulmer Verlag in Stuttgart verlegt. Die Zeitschrift stellte eine amtliche Veröffentlichung dar.

## Erscheinungsweise
Die Ausgabe 1 des Nachrichtenblattes aus dem Jahre 1949 erschien zunächst noch als Nachrichtenblatt der Biologischen Zentralanstalt Braunschweig. Erst in den Jahren von 1950 bis 2008 erschien es als Nachrichtenblatt des Deutschen Pflanzenschutzdienstes mit zwölf Ausgaben pro Jahr. Das Hauptthemengebiet war die Phytomedizin.

## Geschichtliches
Warum das Nachrichtenblatt im Laufe der 49 Jahre seines Erscheinens dreimal den Namen wechselte, hängt mit der umfangreichen geschichtlichen Entwicklung zusammen.
Die Entwicklung der Landwirtschaft machte es notwendig, den Pflanzenschutz staatlich zu organisieren. Auf Initiative des „Sonderausschusses für Pflanzenschutz der Deutschen Landwirtschafts-Gesellschaft“ (DLG) wurde 1897 im Deutschen Reichstag die Schaffung einer obersten Pflanzenschutzbehörde beantragt. Dies wurde 1899 durch die Übernahme des „Institutes für Pflanzenphysiologie und Pflanzenschutz der Landwirtschaftlichen Hochschule Berlin“ von der „Biologischen Abteilung des Kaiserlichen Gesundheitsamtes“ verwirklicht. Diese Abteilung wurde 1905 in Berlin-Dahlem als „Kaiserliche Biologische Anstalt für Land- und Forstwirtschaft“ eine selbständige Behörde und war als oberste Institution des Deutschen Reiches für den Pflanzenschutz in Forschung und Praxis zuständig.
Nach dem Ersten Weltkrieg übernahm 1919 die „Biologische Reichsanstalt für Land- und Forstwirtschaft“ (BRA) diese Aufgabe, die nach dem Zusammenbruch des Deutschen Reiches 1945 auseinanderfiel. Aus der BRA entstand zunächst die „Biologische Anstalt für Land- und Forstwirtschaft“. Die in Berlin-Dahlem verbliebenen Dienststellen und die in der Sowjetischen Besatzungszone gelegenen Zweigstellen der BRA wurden zur „Biologischen Zentralanstalt“ (BZA) zusammengefasst, die bis 1949 der kommunistisch gesteuerten Deutschen Wirtschaftskommission unterstand. Aufgrund der politischen Verhältnisse fand eine Aufspaltung der BZA statt: Die einstige Berliner Zentrale wurde 1949 als „Biologische Zentralanstalt Berlin-Dahlem“ vom Land Berlin übernommen, der andere Teil der BZA verblieb für die Sowjetische Besatzungszone in Kleinmachnow.
In der Britischen Besatzungszone entstand im Jahre 1946 in Braunschweig die „Biologische Zentralanstalt für das Nordwestdeutsche Gebiet“, die 1948 als „Biologische Zentralanstalt für Land- und Forstwirtschaft“ in die Verwaltung des Vereinigten Wirtschaftsgebietes übernommen und ab 1950 in der Verwaltung des Bundes als „Biologische Bundesanstalt für Land- und Forstwirtschaft“ fortgeführt wurde. Die BZA in Berlin-Dahlem wurde im Jahre 1954 mit der BBA in Braunschweig vereinigt und unter der gleichen Bezeichnung „Biologische Bundesanstalt für Land- und Forstwirtschaft“ (BBA) mit Sitz in Berlin und Braunschweig bis heute weitergeführt. Die BZA in Kleinmachnow, zwischenzeitlich in „Institut für Pflanzenschutzforschung“ (IPF) umbenannt, gehörte bis 1990 zur „Akademie der Landwirtschaftswissenschaften der DDR“.
Seit der Wiedervereinigung ist die BZA in Kleinmachnow wieder Teil der BBA.

## Nachfolger
Seit 2009 wird die Zeitschriftenreihe unter dem Titel Journal für Kulturpflanzen fortgeführt, erweitert um Themen rund um die Kulturpflanze, wie Pflanzengenetik, Pflanzenbau, Pflanzenernährung, Bodenkunde und einige mehr. Außerdem werden Nachrichten und Mitteilungen sowie Personalien, aber auch Buchbesprechungen und Literaturhinweise veröffentlicht. Das Journal erscheint monatlich, mit einer Verbreitung in Deutschland und im Ausland. Herausgeber ist das Julius Kühn-Institut – Bundesforschungsinstitut für Kulturpflanzen (JKI) mit seinem Hauptsitz in Quedlinburg. Verantwortlicher Herausgeber ist Frank Ordon, die Schriftleitung hat Anja Hühnlein (Stand: 2020). Die Zeitschrift richtet sich vor allem an Fachhochschulen, Institute und Bibliotheken der gärtnerischen und landwirtschaftlichen Hochschulfakultäten sowie an Lehr- und Forschungsanstalten für Pflanzenbau, aber auch an Institute und Versuchsanstalten für Pflanzenbau und Pflanzenzüchtung, Pflanzenschutzämter, Landwirtschaftskammern und Landwirtschaftsberater, Versuchsgüter, Saatgutwirtschaften sowie landwirtschaftliche Genossenschaften.
Seit 2010 ist das Journal für Kulturpflanzen vereint mit der Zeitschrift Pflanzenbauwissenschaften. Pro Jahr werden zwei Schwerpunkthefte Pflanzenbauwissenschaften herausgegeben, und für die Mitglieder der Gesellschaft für Pflanzenbauwissenschaften ist der Bezugspreis im Mitgliedsbeitrag enthalten. Für die Schriftleitung Pflanzenbauwissenschaften zeichnet Hans-Peter Kaul von der Universität für Bodenkultur Wien verantwortlich.

## Webauftritt
Publizierte Beiträge im Nachrichtenblatt des Deutschen Pflanzenschutzdienstes stehen nach sechs Monaten frei zugänglich (Open Access) und kostenlos zum Download zur Verfügung. Der Download von aktuellen Beiträgen ohne sechsmonatige Wartefrist ist ausschließlich den Online-Abonnenten vorbehalten.

### Sonstiges
Die Internet-Domäne Nachrichtenblatt.de wird vom Betreiber nicht mehr benötigt und ist zum Verkauf angeboten (Stand: Januar 2022).